# 毛利広義
毛利 廣義（もうり ひろよし、天正3年（1575年） - 元和5年10月12日（1619年11月17日）45歳 ）は、安土桃山時代から江戸時代初期の武士。本姓は源氏。家系は河内源氏の棟梁・鎮守府将軍源義家の六男（七男とも）源義隆の長男・毛利義広を家祖とする（家系については源姓毛利氏を参照）。八神毛利氏2代当主 。仮名は金右衛門。戒名 総持院殿 喜嶽宗歓居士 。

## 人物
広義は源姓毛利家13代当主である尾張藩重臣、八神城主・毛利広盛の次男として生まれ、その世継ぎ源姓毛利家14代当主となる。通称は金右衛門。諱は広義、広高ともいう。兄に毛利広之、弟に毛利広重がおり、それぞれ尾張藩士となった。子は毛利源六広豊、平左衛門某、女子(毛利次郎太夫妻)、女子(宮川牛右衛門妻) 。広義は大坂の陣 (1614-1615年)に旗本として出陣、八神村に住い、名古屋に出仕した。元和5年（1619年）10月12日病死 。
元和元年（1615年）頃、尾張藩の重臣として登用され、名古屋城へ登城するため、八神街道を開いたと伝わる。八神から名古屋城に登城する為には、八神から渡船で対岸の祖父江へ上り、清洲・枇杷島を経て名古屋という経路を移動する為、通り道の整備を行い、八神渡船を設けた。この通路江戸中期には、西の大須渡船とも連携する様になり、八神村など近隣の村民などにも渡船を開放されたと伝わる。この渡船は、八神渡船場として発達し、付近には、人力帳場や荷役を業とする商業が栄えたという。子孫の記録として『九十九之塵』によれば、毛利広賢なる者の名が記され、上屋敷を片端大津町、下屋敷は古渡村に構え、在所は美濃国中島郡八神村に3000石の知行地を領有したという 。

## 系譜
源姓毛利氏家系図
源義家 - 義隆 - 義広 - 義昭 - 義輝 - 輝広 - 広繁 - 広秀 - 広清 - 広明 - 広縄 - 広隆 - 広包 - 広盛 - 広義 - 広豊 - 広尚 - 頼説 - 頼容 - 広直 - 義由 - 頼忠 - 広吉 - 広居 - 広賢 - 広貫 --- 